# Sparattanthelium acreanum
Sparattanthelium acreanum är en tvåhjärtbladig växtart som beskrevs av Pilger. Sparattanthelium acreanum ingår i släktet Sparattanthelium och familjen Hernandiaceae. Inga underarter finns listade i Catalogue of Life.